# جرائم الحرب في حرب كوسوفو

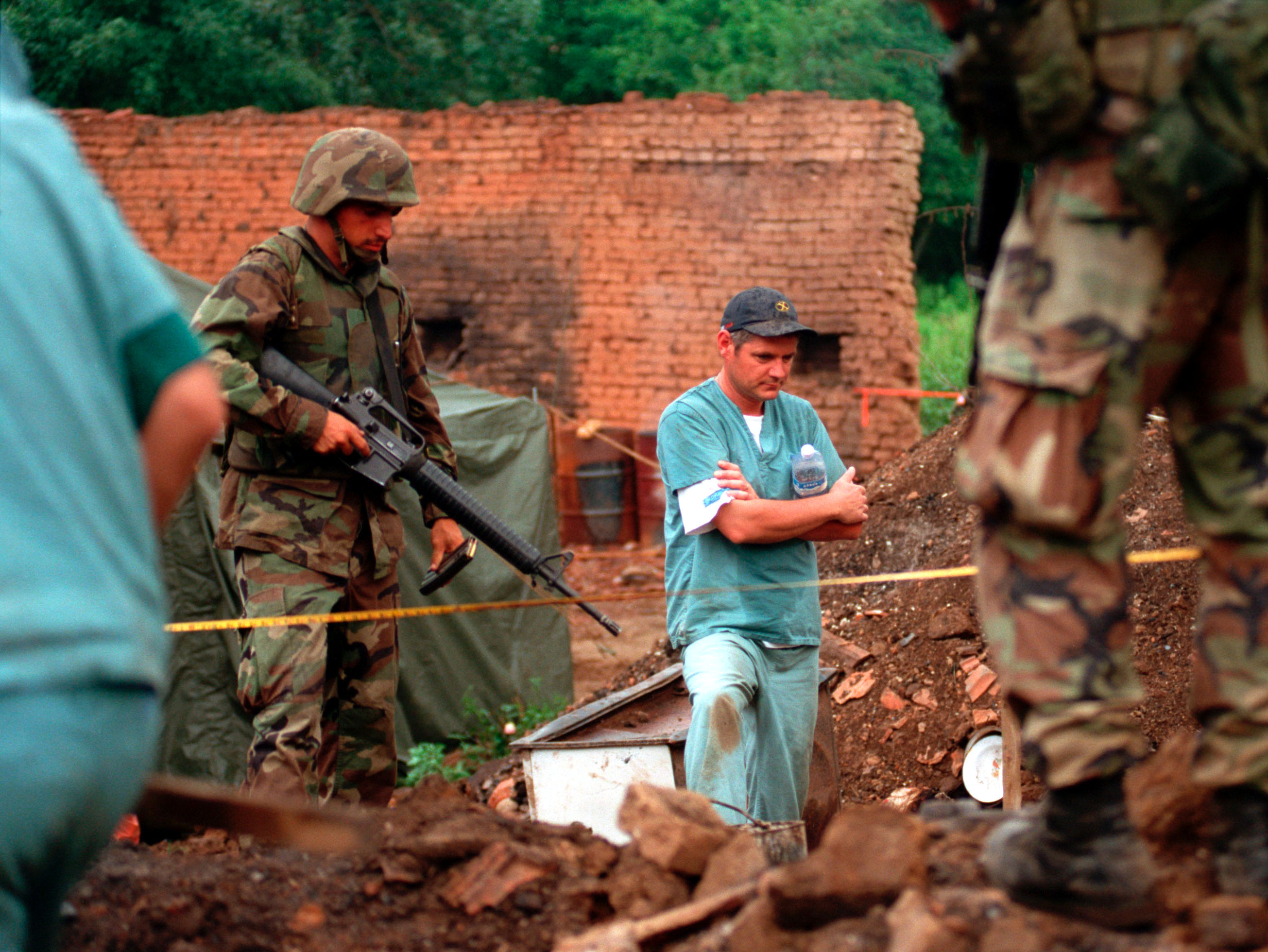
قوات مارينز أمريكية توفر الحماية لأعضاء من الطب الشرعي التابع للحرس الملكي الكندي أثناء فحصهم لموقع دفن في قرية في كوسوفو في 1 يوليو 1999.

ارتكبت جميع الأطراف جرائم حرب متنوعة إبان حرب كوسوفو التي دارت رحاها خلال الفترة الممتدة من يوم 28 فبراير عام 1998 حتى يوم 11 يونيو عام 1999. اعتبرت منظمة هيومان رايتس ووتش أن حكومة سلوبودان ميلوشيفيتش تتحمل مسؤولية أغلب هذه الانتهاكات، التي ارتكبتها الشرطة الصربية والجيش اليوغسلافي والوحدات شبه العسكرية الصربية بصورة رئيسية. قتلت قوات النظام خلال الحرب ما يتراوح عدده من 7,000 إلى 9,000 كوسوفي ألباني، وشاركوا في عدد لا يعد ولا يحصى من جرائم الاغتصاب، وألحقوا دمارًا بقرى كاملة، وشردوا ما يقرب من مليون شخص. كذلك تورط جيش تحرير كوسوفو في أعمال وحشية عدة مثل الاختطاف والإعدام التعسفي للمدنيين. علاوةً على ذلك، تعرضت حملة القصف التي شنها حلف الناتو لانتقادات حادة من قبل منظمات حقوق الإنسان والحكومة الصربية لتسببها في مقتل نحو 500 مدني.
أصدر مركز القانون الإنساني في عام 2014 قائمة بالأشخاص الذين قتلوا أو فقدوا خلال الحرب. ضمت القائمة أسماء 8,661 مدني ألباني من كوسوفو، وأسماء 1,797 من ذوي الإثنية الصربية، وأسماء 447 مدني ينتمون لإثنيات أخرى مثل شعب الروما والبشناق.

## خلفية تاريخية
شكل الألبان الكوسوفيون غالبية سكان كوسوفو بحلول ثمانينيات القرن العشرين. غادر الآلاف من الصرب والمونتينيغريين كوسوفو خلال سبعينيات وثمانينيات القرن العشرين، وغادر منهم 57,000 شخص خلال سبعينيات القرن العشرين. تعد الأحوال الاجتماعية والاقتصادية والهجرة من المناطق التي تعاني من التخلف والمناخ الاجتماعي والسياسي متزايد السلبية والضغوط المباشرة وغير المباشرة من ضمن الأسباب الكامنة وراء حالات النزوح هذه. استأثر سلوبودان ميلوشيفيتش بمقاليد السلطة السياسية من خلال استغلال شكاوى الصرب الكوسوفيين واسترضاء الحركة القومية الصاعدة في صربيا.
ألغى ميلوشيفيتش نظام الحكم الذاتي الذي تمتعت به كوسوفو في عام 1989. بدأ الألبان بمقاطعة المؤسسات الحكومية وتجاهل قوانين جمهورية صربيا بالتزامن مع تسلمه مقاليد السلطة، وهو ما أدى في نهاية المطاف إلى إعلان قيام جمهورية كوسوفا التي حصلت على اعتراف ألبانيا المجاورة. حاولت صربيا (التي أصبحت الآن في اتحاد مع الجبل الأسود ضمن كيان جمهورية يوغوسلافيا الاتحادية) الحفاظ على سيطرتها السياسية على المقاطعة. التحق عدد كبير من الألبان الكوسوفيين في صفوف جيش تحرير كوسوفو عقب تشكيله، وأبدوا دعمهم لهذه الحركة. كانت ردة الفعل الشرطة الصربية والجيش اليوغسلافي وحشية على ذلك. فرضت عقوبات دولية على جمهورية يوغوسلافيا الاتحادية في عام 1997، وذلك بسبب الاضطهاد الذي مارسته قوات الأمن اليوغوسلافية بحق الألبان الكوسوفيين.

## الاضطهاد والتطهير العرقي
لجأ الجيش اليوغسلافي والشرطة الصربية إلى استخدام قوة مفرطة وعشوائية خلال الصراع المسلح الذي اندلع في عام 1998، وهو ما أدى إلى إلحاق الدمار بالممتلكات وتشريد السكان ومقتل العديد من المدنيين. أعلنت بلغراد عن إطلاق عملية حدوة الحصان المزعومة في صيف عام 1998، والتي قادت إلى تهجير مئات آلاف الألبان من منازلهم.
أدى انسحاب مراقبي منظمة الأمن والتعاون في أوروبا (وذلك في يوم 20 مارس عام 1999)، إلى جانب بدء حملة القصف التي نفذها حلف شمال الأطلسي إلى تشجيع ميلوشيفيتش على تنفيذ «حملة من عمليات الطرد». نفِذت عملية حدوة الحصان بالتزامن مع مباشرة حلف شمال الأطلسي في قصف يوغوسلافيا، وذلك رغم ثبات الحكومة اليوغوسلافية على ادعائها القائل إن أزمة اللاجئين كانت نتيجة القصف. أقدمت القوات المسلحة اليوغوسلافية والشرطة الصربية والقوات شبه العسكرية الصربية على تنفيذ حملة واسعة من أعمال العنف ضد المدنيين الألبان بصورة منظمة في ربيع عام 1999، وذلك بهدف طردهم من كوسوفو، وبالتالي المحافظة على السطوة السياسية التي مارستها بلغراد على المقاطعة.
هاجم الجيش الاتحادي وقوات الشرطة الصربية عددًا من القرى الآهلة بالألبان بصورة ممنهجة عقب مباشرة حلف شمال الأطلسي قصف يوغوسلافيا في يوم 24 مارس عام 1999، وذلك بحسب ما جاء في الحكم القانوني الملزم الصادر عن المحكمة الجنائية الدولية ليوغوسلافيا السابقة. وقام هؤلاء بتعذيب وسلب وقتل المدنيين، وأمروهم بالذهاب إلى ألبانيا أو الجبل الأسود، وحرقوا منازلهم ودمروا ممتلكاتهم. زعم نيمانجا ستيبانوفيتش أن الألبان الكوسوفيين تعرضوا للطرد من منازلهم والقتل والاعتداء الجنسي وتدمير مبانيهم الدينية. ارتكبت القوات اليوغوسلافية العديد من جرائم الحرب أثناء تنفيذها «للحملة الجنائية المشتركة» التي رمت إلى «إجبار عدد كبير من الألبان الكوسوفيين على مغادرة منازلهم وعبور الحدود من خلال اللجوء إلى تسخير العنف والإرهاب من أجل حفاظ الحكومة على سيطرتها على كوسوفو». نفذت حملة التطهير العرقي للسكان الألبان بالطريقة التالية: حاصر الجيش الموقع في البداية، وأتبعوا ذلك بقصفه، ثم تدخل الشرطة القرية برفقة الجيش في أغلب الأحيان، ومن ثم تحدث هذه الجرائم (جرائم القتل والضرب والطرد والعنف جنسي...).
تحدثت المفوضية السامية للأمم المتحدة لشؤون اللاجئين عن قيام القوات المسلحة اليوغوسلافية والشرطة الصربية والميليشيات شبه العسكرية بطرد نحو 850,000 ألباني من كوسوفو بحلول شهر يونيو من عام 1999، وذلك فضلًا عن مئات آلاف الأشخاص ممن نزحوا داخليًا، ويضاف عليهم أولئك الذين نزحوا قبل شهر مارس. عبر نحو 440,000 لاجئ الحدود داخلين ألبانيا، وفر 320,000 لاجئ إلى مقدونيا الشمالية، في حين استقبلت البوسنة والهرسك أكثر من 30,000 منهم.
قال رئيس القضاة إيان بونومي الذي فرض الحكم أن «الأفعال المتعمدة لهذه القوات خلال الحملة أفضت إلى رحيل ما لا يقل عن 700,000 شخص من ذوي الإثنية الألبانية من كوسوفو خلال الفترة القصيرة الممتدة من أواخر شهر مارس حتى مطلع شهر يونيو عام 1999».

### حوادث الاغتصاب
حصلت حوادث اغتصاب وأعمال عنف جنسي على نطاق واسع خلال الصراع. كان غالبية الضحايا من النساء الألبان في كوسوفو. وثقت منظمة هيومان رايتس ووتش 96 حالة اغتصاب في عام 2000، ورجحت أن «العدد كان أعلى بكثير». قدر عدد ضحايا الاغتصاب بعد مضي سنوات على انتهاء الحرب بما يتراوح من 10,000 إلى 20,000 شخص. غير أن صحة الرقم 20,000 لم تؤكد نظرًا لعدم وجود تقصيات جادة في ما يتعلق بالاغتصابات التي وقعت خلال الحرب، وذلك على الرغم من كثرة الاستشهاد بهذا الرقم في الرأي العام ومن قبل الساسة في كوسوفو. جاء هذا الرقم من تقرير صادر عن منظمة الصحة العالمية ومركز مكافحة الأمراض في الولايات المتحدة استنادًا على المعلومات التي جمعتها مجموعة من المنظمات المحلية غير الحكومية. تقدر شبكة نساء كوسوفو عدد الفتيات والنساء اللواتي تعرضن للاعتداء الجنسي خلال الحرب بأكثر من عشرة آلاف. شعرت النساء بالتردد حيال الإعلان عن أنفسهن أو الإدلاء بشهادتهن، وذلك نظرًا لعدم ملاحقة الجناة قضائيًا.
كان أفراد من الجيش اليوغوسلافي والشرطة والميليشيات شبه العسكرية يقومون بإخراج الفتيات والنساء الهاربات إلى مناطق آمنة من قوافل اللاجئين خلال فترة الحرب، ويقومون باغتصابهن، وكانوا في بعض الأحيان يقومون بهذا الأمر أكثر من مرة واحدة، ومن ثم كانوا يطلقون سراحهن حتى يواصلوا رحلتهن. تعرضت نساء أخريات للاعتداء الجنسي في منازلهن، وحصل هذا في بعض الأحيان على مرأى عائلاتهن أو ضمن الملاجئ المؤقتة التي وفرتها النساء لأهلهن الطاعنين في السن أو أطفالهن أثناء محاولتهن الفرار من أتون الصراع. بقيت بعض النساء في كوسوفو دون حماية. ترقى الجرائم التي ارتكبتها القوات المسلحة اليوغوسلافية والمليشيات شبه العسكرية والشرطة إلى جرائم ضد الإنسانية وجرائم تعذيب في وقت الحرب.